# Spatula platalea

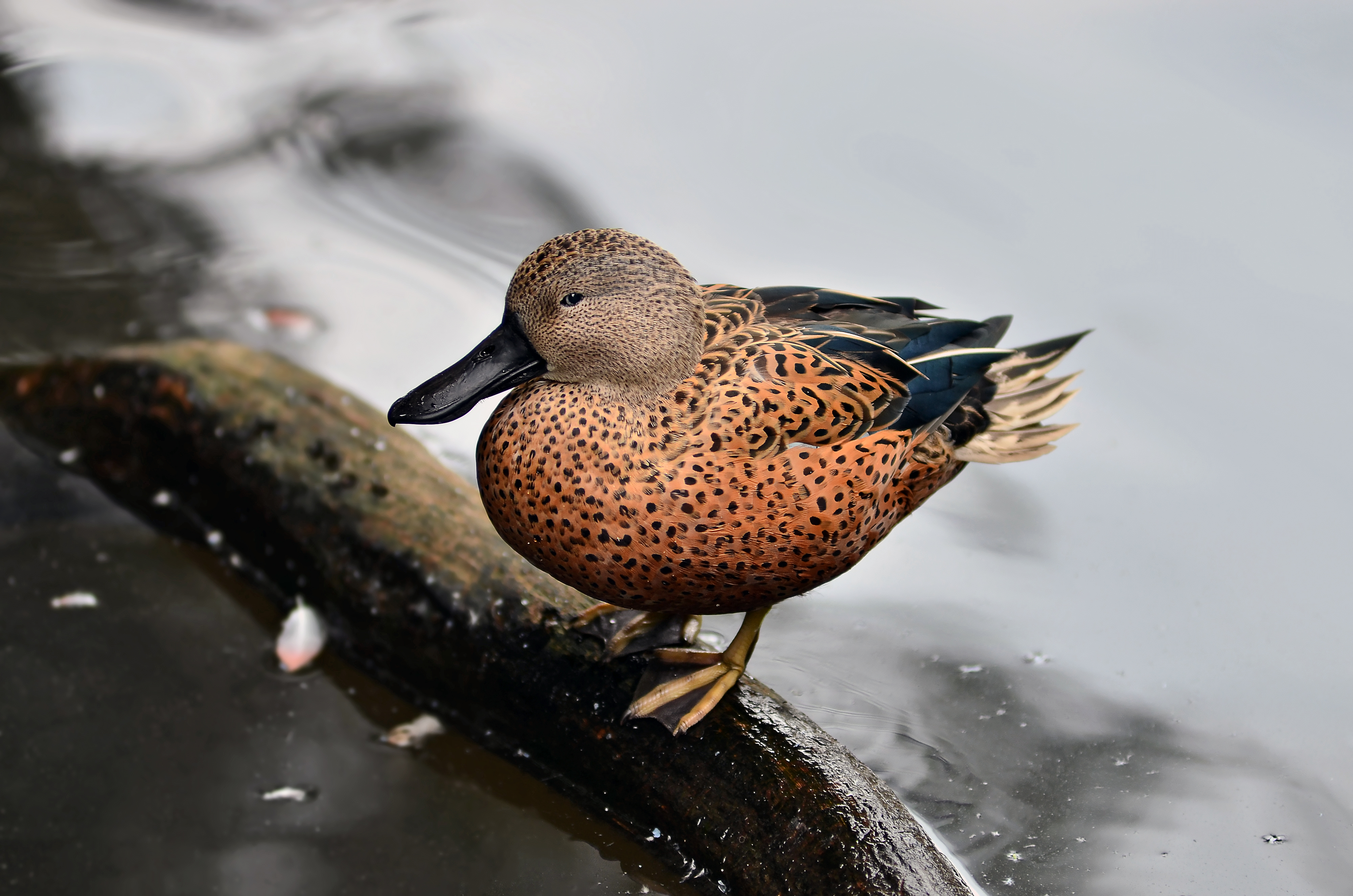
Un pato pico cuchara sudamericano en el Parque de Aves Weltvogelpark Walsrode, Alemania

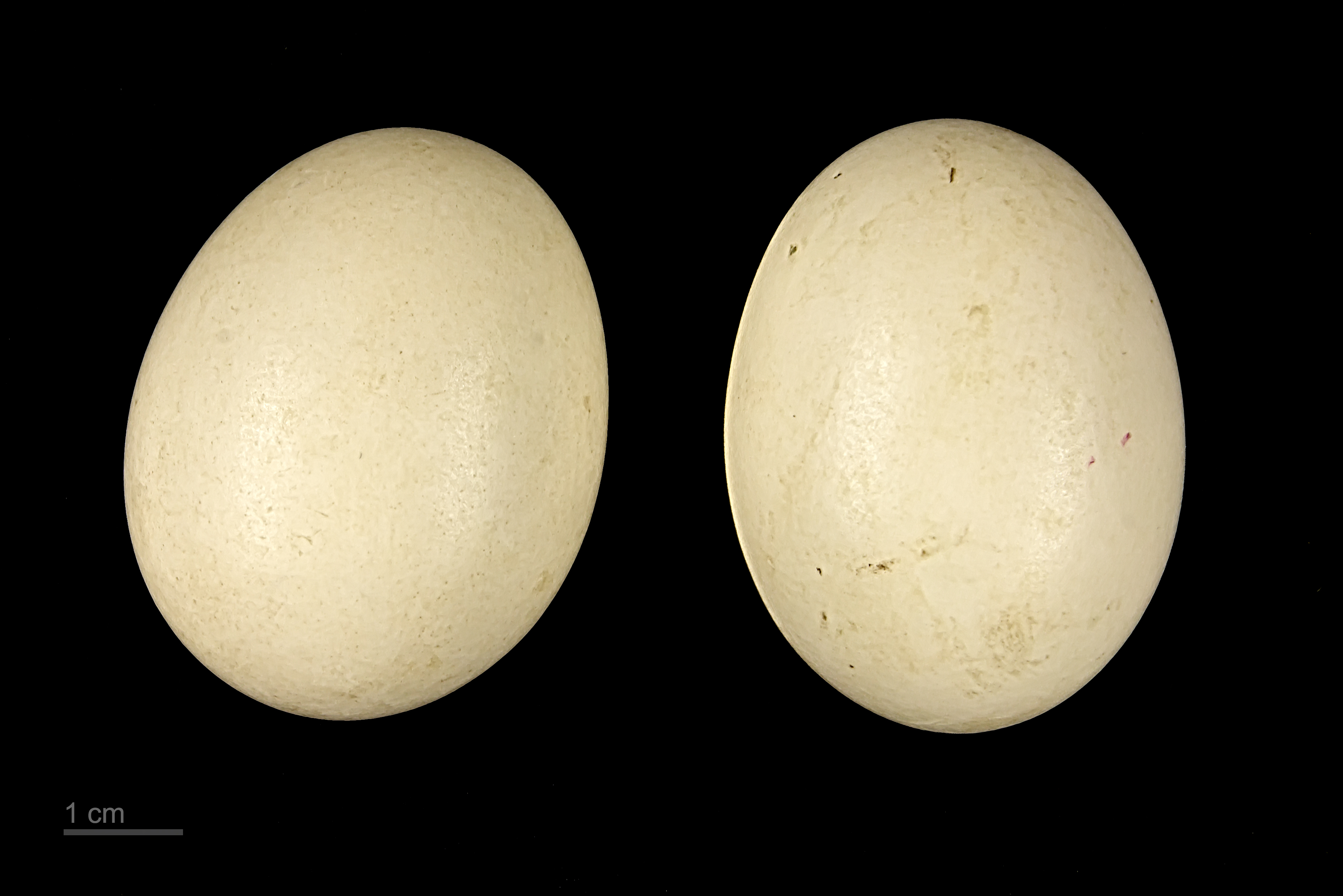
Anas platalea - MHNT

El pato pico cuchara sudamericano (Spatula platalea, anteriormente  Anas platalea), cuchara argentino, pato cuchara rojo, pato espátula, pato cuchara sudamericano, pato cucharón rojo o simplemente pato cuchara (Chile) es una especie de ave anseriforme de la familia Anatidae propia de América del Sur. Su distribución geográfica comprende Brasil, Perú, Paraguay, Bolivia, Chile, Uruguay y Argentina hasta el estrecho de Magallanes.

## Características
Es un ave de tamaño mediano-grande, dentro del género Spatula, presentando un largo total de 53 cm, pesando entre 500 y 600 gramos.
Presenta una coloración castaño acanelada. Con la cabeza y cuello claros, con pecas negras en el dorso, pecho y flancos. Las alas tienen cubierta celeste con faja blanca, muy notables en vuelo. Las subcaudales son negras con mancha blanca. El pico es la principal característica de diferenciación, es largo (6 cm), alto y ensanchado y de coloración negra. El iris es blanco, en el caso del macho, oscuro en el caso de la hembra. La hembra posee plumaje uniforme en todo el cuerpo color pardo claro con manchas negras.

## Historia natural
Vive en lagunas, lagos, esteros de agua dulce, o bien en estuarios salobres y costas marinas hasta los 3500 m s. n. m. Es una especie muy filtradora en zonas con vegetación acuática, captura microorganismos. Se lo observa comúnmente en parejas o pequeñas agrupaciones de la misma especie o asociado con otras especies de Anatidae.
El nido lo construye en el suelo, con cobertura de vegetación. Pone de cinco a diez huevos de coloración cremosa, de 5,3 x 3,7 cm de promedio, tardando 25 días la incubación.